# Acacia longiphyllodinea
Acacia longiphyllodinea — вид квіткових рослин з родини бобових. Ареал: Австралія (Західна Австралія).

## Середовище
Вид можна знайти на хвилястих рівнинах і серед гранітних відслонень, що ростуть на піщаних або суглинистих гравійних ґрунтах.

## Біоморфологічна характеристика
Кущ зазвичай досягає висоти від 1 до 5 метрів, з численними голими стеблами. Більш зрілі екземпляри мають темно-сіру кору, потріскану біля основи. Коричневі гілочки вкриті білою порошкоподібною речовиною і злегка приплюснуті до верхівок. Лінійні, зелені та жорстко прямовисні філодії мають довжину від 15 до 45 см і діаметр від 1 до 1,5 мм. Цвіте з липня по вересень, утворюючи жовті квітки. Циліндричні квіткові колоси розташовані поодиноко або парами в пазухах і мають 3–4 см у довжину та 3–4 мм і щільно заповнені квітками золотистого кольору. Стручки в довжину від 5 до 15 см і вшир від 4 до 5 мм, світло-коричневого кольору від прямих до злегка вигнутих, мають лінійну форму з прямими боками або злегка звужені між насінинами. Темно-коричневе довгасте насіння всередині розташоване поздовжньо і має довжину 4 мм.